# Renault Alpine A110-50
La Renault Alpine A110-50 (nome in codice ZAR, dove Z è la lettera utilizzata da Renault per i prototipi e AR sta per "Alpine revival") è una concept car sportiva prodotta dalla casa automobilistica francese Renault nel 2012 per commemorare il 50º anniversario dell'Alpine A110 del 1962. Ha debuttato al circuito di Monte Carlo, dove Carlos Tavares, direttore operativo di Renault, ha percorso quattro giri di pista.

## Stile
Il designer Yann Jarsalle e il direttore del reparto concept e show car Axel Breun hanno basato lo stile dell'A110-50 sullo stesso linguaggio di design introdotto con la concept car DeZir, ma hanno incorporato diversi spunti di design dell'A110 originale. Questi includono: fari circolari supplementari con illuminazione a LED di colore giallo, prese d'aria su ciascun lato che ricordano i condotti sui passaruota posteriori della berlinetta, carrozzeria verniciata con una versione moderna del caratteristico blu Alpine. L'aerodinamica è stata progettata utilizzando un processo chiamato fluidodinamica computazionale. La relazione con la DeZir è chiaramente visibile nel design, escluso il motore elettrico e le portiere con apertura a farfalla.

## Caratteristiche tecniche
L'Alpine A110-50 ha la carrozzeria completamente in fibra di carbonio, una disposizione del motore centrale e un telaio tubolare. È costruita sulla stessa piattaforma e condivide la meccanica con l'auto da corsa Renault Mégane RS Trophy. Poiché l'altezza dell'A110-50 è inferiore a quella della Mégane Trophy, il roll-bar e i rinforzi del vano motore sono stati abbassati nell'officina della Tork Engineering. L'intera vettura pesa 880 kg e la distribuzione del peso è del 47,8% all'anteriore e del 52,2% al posteriore. Monta una variante aspirata da 395 CV del V6 da 3,5 litri della Mégane Trophy basata sul motore Nissan VQ, ha un rapporto peso/potenza di 456 CV/tonnellata. Il collettore di aspirazione è alimentato da una nuova presa d'aria montata sul tetto che aumenta la potenza del motore a tutti i regimi.
Lo splitter anteriore e il diffusore posteriore dell'A110-50 generano l'effetto suolo e rappresentano un terzo della deportanza della vettura, mentre gli altri due terzi provengono dall'alettone posteriore. Il corpo vettura può essere sollevato con martinetti pneumatici integrati per facilitare la manutenzione. Il volante è dotato di uno schermo a colori e utilizza la stessa tecnologia di una monoposto di Formula Renault. L'A110-50 è dotata di sospensioni a doppio braccio oscillante regolabili con ammortizzatori Sachs. Utilizza un cambio sequenziale semiautomatico a sei rapporti, che si inserisce longitudinalmente dietro il motore e incorpora un differenziale meccanico a slittamento limitato.